# داک داجرز (مجموعه تلویزیونی)
داک داجرز (به انگلیسی: Duck Dodgers)، یک سریال انیمیشنی است که توسط کمپانی وارنر برادرز و بر اساس کارتون کوتاه دافی داک در قرن ۲۴ و نیم (به انگلیسی: Duck Dodgers in the 24½th Century) از سال ۲۰۰۳ تا ۲۰۰۵ ساخته شده‌است. این سریال، یک انیمیشن علمی-تخیلی کمدی است که در آن شخصیت‌های لونی تونز در نقش‌های خارق‌العاده ایفای نقش می‌کنند. دافی داک شخصیت اصلی این انیمیشن است. این کارتون رسماً تا سال ۲۰۱۰ توسط شبکه‌های کارتون نت‌ورک و بومرنگ پخش می‌شد.

## داستان
داجرز، شخصیت اصلی داستان اس. او اردکی است که به دلایل نامعلومی برای بیش از سه قرن منجمد شده بود. او توسط I.Q. Hi از حالت انجماد خارج می‌شود. او به همراه Eager Young Space Cadet (پورکی پیگ) سوار بر سفینه فضایی هستند و سعی می‌کنند که جهان را نجات دهند. بزرگترین دشمن آن‌ها، Tyr'ahnee (ملکه امپراتوری مریخ) است، هرچند در بعضی از قسمت‌ها دشمنی خاصی میان آن‌ها دیده نمی‌شود و در برخی موارد دوست آن‌ها است.

## شخصیت‌های لونی تونز
اگرچه این انیمیشن در درجه اول بر اساس کارتون کوتاه و اصلی داک داجرز ساخته شده‌است (که تقریباً در سال ۲۳۵۰ اتفاق می‌افتد)، در سریال از عناصر موضوعی و بصری کارتون‌های کوتاه سری لونی تونز که به شخصیت داجرز و مفاهیم تخیلی انیمیشن ارتباطی ندارد، استفاده شده‌است. بسیاری از شخصیت‌های آشنای لونی تونز در این سریال آورده شده‌اند که اغلب صفاتشان با دنیا داجرز هماهنگ شده‌است. به عنوان نمونه، "Yosemite Sam" تبدیل به "K'chutha Sa'am" شده‌است، تقلیدی از کلینگانها در مجموعه پیشتازان فضا. همچنین "Elmer Fudd" تبدیل به بیماری فضایی انگلی به نام "the Fudd" (ترکیب از "the Flood" (بازی هیلو) و "the Borg" (پیشتازان فضا)) شده‌است.

## موسیقی متن
آهنگ این سریال، که توسط فلیمینگ لیپز ساخته و توسط تام جونز خوانده شده‌است، به گونه‌ای است که یادآور آهنگ فیلم گلوله آتشین از سری فیلم‌های جیمز باند است.